# 山根謙二
山根 謙二（やまね けんじ、1967年10月11日 - ）は、北海道出身の元バスケットボール選手、プロバスケットボール指導者である。

## 人物
東海大学付属第四高等学校(現東海大学付属札幌)ではインターハイベスト8、東海大学進学後もインカレベスト8を経験。
卒業後の1989年、マツダオート東京（1991年よりアンフィニ東京）に入社。1991年のオールジャパン2位に貢献。1993年日本リーグオールスター出場。アンフィニ東京廃部後発足した所沢ブロンコスにも選手として２シーズン所属。
2000年現役引退。
2006年7月、bjリーグ埼玉ブロンコスのヘッドコーチとして古巣に復帰。プレイオフこそ逃したものの、前シーズン最下位のチームを浮上させたが契約満了に伴い、退任。後任は、デービッド・ベンワーが務める。
2016年までbjリーグ公認バスケットボールスクールのチーフインストラクターとともに、GAORA・フジテレビなどbjリーグ中継やNHKでのNBA解説などを務める。
2013-14シーズンには東京サンレーヴスのゼネラルマネージャーに就任したが、1シーズンで退任。
2015年4月から名古屋学院大学男女バスケットボール部アシスタントコーチ就任。2015年男子部をインカレ出場に導く。2016年、2017年には男女両部インカレ出場させる。
2020年5月一般社団法人バスケットボールジャパンアカデミーを退社。
2020年6月一般社団法人多摩スポーツクラブに入社。

## 経歴
選手歴
真駒内中学校
- 東海大四高(現東海大札幌) - 東海大 - マツダオート東京/アンフィニ東京/所沢ブロンコス（1989年〜2000年）

指導歴
- 埼玉ブロンコス（2006年〜2007年）
- 東海大SEAGULLS(2007年〜2008年)
- ｂｊリーグアカデミー(2005年～2020年)
- 名古屋学院大学男女バスケットボール部(2015年4月～)
- ３人制プロバスケットボール　TACHIKAWA DICE(2020年〜）